# 浪漫主义

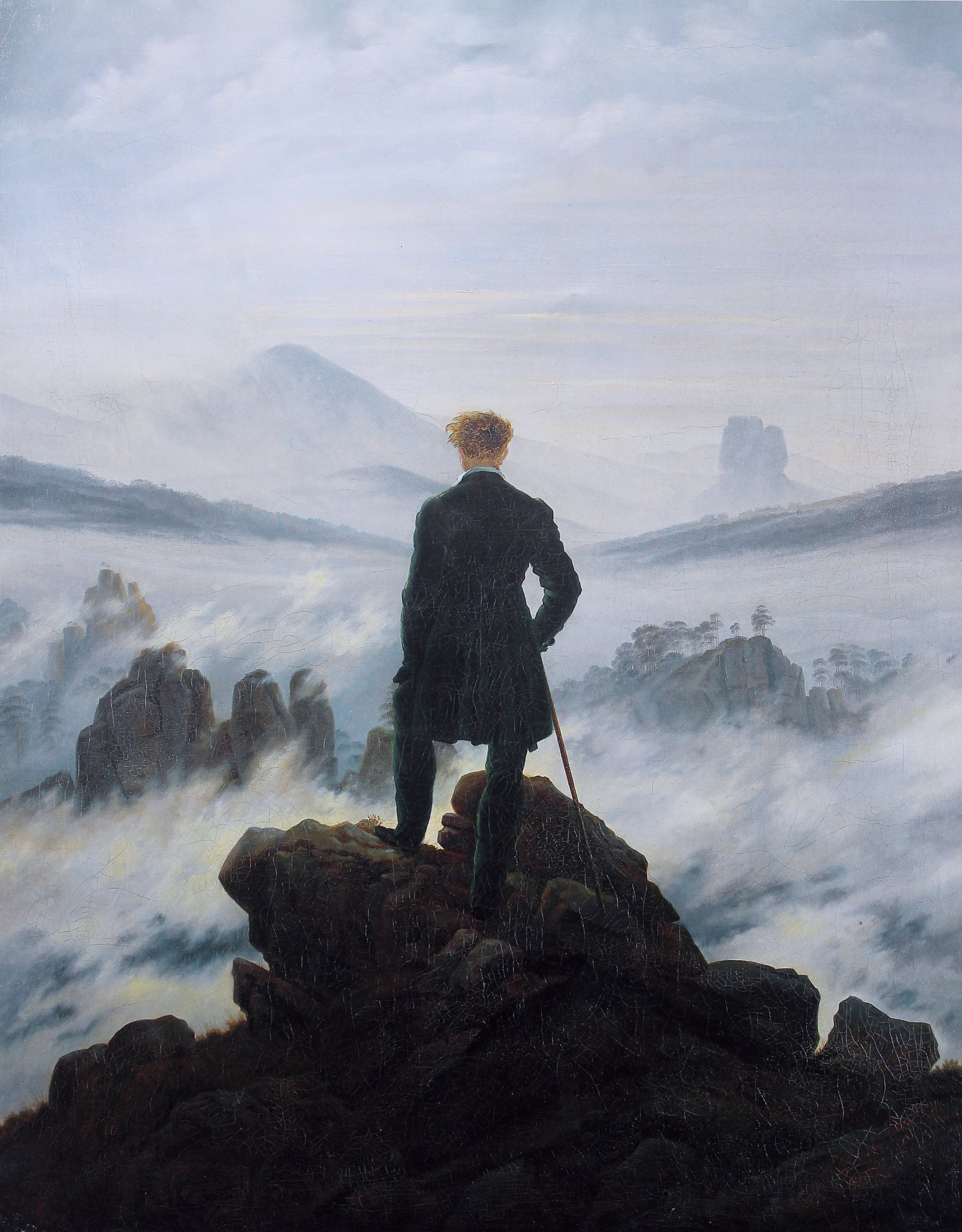
卡斯帕·弗里德里希所繪的《霧海上的旅人》

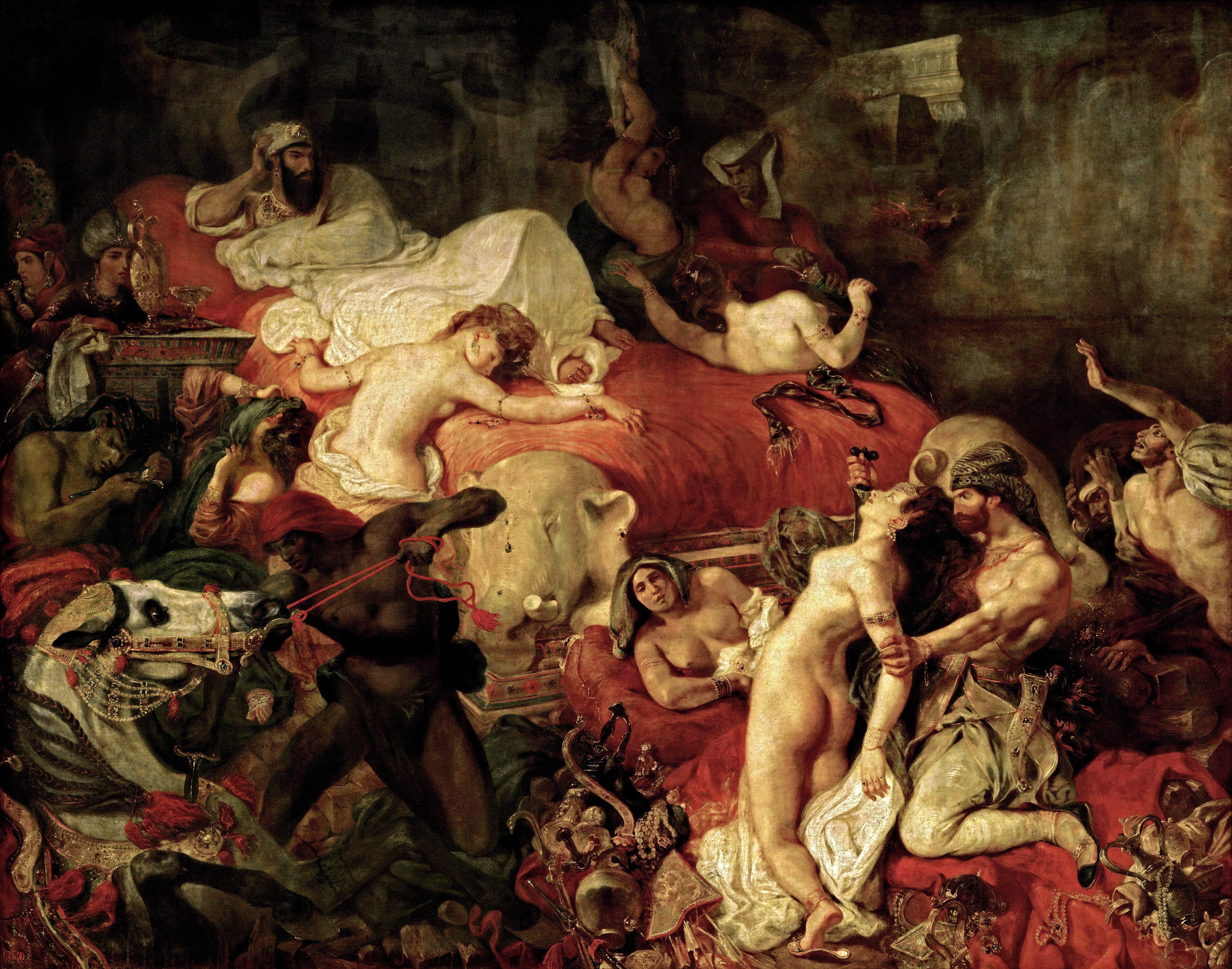
欧仁·德拉克罗瓦所绘的《薩達那帕拉之死》，作品灵感及其中东方主义元素来自拜伦勋爵的剧作《薩達那帕拉 (戲劇)》

浪漫主義（德語：Romantik）是一藝術、文學及文化運動，始於18世纪末歐洲，盛於1800至1850年间。浪漫主義注重情感、个人主义，提倡自然天性，对科学和工业持怀疑态度，带有赞颂过去、憧憬中世纪、摒弃古典主义的色彩。对第一次工业革命、啟蒙時代社会政治规范和科学理性的反思催生了浪漫主义。浪漫主义在视觉艺术、音乐和文学领域的影响力最大，在史学史、教育、国际象棋、社会科学和自然科学中亦有举足轻重的影响力。浪漫主义在政治方面有重要且复杂的意义，保守主义、自由主义、激进主义和民族主義均受到浪漫主义思想家影响。
浪漫主义强调以強烈的情感作為美學經驗的來源，重新開始注重不安、驚恐、敬畏等情緒，特别是人在体会到大自然的壯麗崇高時的情绪。与啟蒙時代的理性主义和古典主義相对，浪漫主义试图复兴中世纪主义和中世纪被认为所具有的艺术和叙事元素，以逃避人口增长、早期城市蔓延和工业主义。
虽然是注重直觉和情感的德国狂飙突进运动为浪漫主义拉开了序幕，但由于早期的浪漫主义思想家多是文化革命家，注重理性的法国大革命中的种种事件和意识形态仍对早期的浪漫主义有一定影响。浪漫主义重视“英雄主义”个人和艺术家，并认为他们的成就可以推动整个社会的进步。浪漫主义还提倡发扬个人的想象力，并以此摆脱艺术中的古典主义元素。浪漫主义在表现自身时带有强烈的历史及自然必然性色彩（时代精神）。19世纪后半叶，新出现的现实主义成为了浪漫主义的极端对立面，受到该时期包括社会变化、政治变化在内多个历史进程影响，浪漫主义逐渐衰退。

## 定义

### 詞源
「浪漫」一詞來自「Romantic」，而「Romantic」和「Romance」的字根是羅馬（Roman、Roma），其原義實際上是指「羅馬或操羅曼語系民族式的」，後來其定義被狹義化為「羅馬或操羅曼語系民族式的激情」、一種對夢想的不斷追求和實現的情懷。
浪漫主义的奠基人，批评家奥古斯特·威廉·施莱格尔和卡爾·威廉·施勒格爾，在1790年代开始谈论“浪漫诗歌”（romantische Poesie），并在精神方面而不仅仅是时间上将其与“古典”相比较。1800年，施勒格爾在《关于诗歌的对话》（Gespräch über die Poesie）中写道：“我在老一辈的现代人中寻找，在莎士比亚、塞万提斯、意大利诗歌中寻找，在那个骑士精神、爱情和寓言的时代寻找，并最终发现了浪漫主义——无论是这个词本身还是其指代的现象，都来源自他们。”
这个词的现代意义更多追溯到热尔梅娜·德·斯塔尔在她1813年《关于德国》一书中的用法。1815年，华兹华斯在诗歌序言中使用了“浪漫的竖琴”和“古典的里拉”两个短语做对比，但在1820年， 拜伦勋爵仍然可以略带虚伪地写道：“我意识到，德国和意大利对他们所谓的‘古典’和‘浪漫’有着很大的争论，这些术语在英国还没有流行开来——至少在我四、五年前离开英国时如此。”直到19世纪20年代，“浪漫主义”这个词的内涵才确定下来。1824年，法兰西学术院发布了一项法令，谴责文学中的浪漫主义；这项法令被认为是完全无效的法令。
浪漫主义于20世纪初经由西方和日本传入中国。
「浪漫」是一个和製漢語。日本小说家夏目漱石是第一个翻译「浪漫」一词的人。在華語地區，「Romantic」最早被翻譯成「羅曼蒂克」，後來改為「浪漫」之後由於無法再追查其字源，其原義就被嚴重扭曲了。

### 基本特点
浪漫主义的本质在于其将艺术家情感的自由表达放在首位。德国画家卡斯帕·弗里德里希称：“艺术家的感觉是其法律”。对威廉·华兹华斯来说，诗应以“强烈感情的自然流露”开始，然后诗人思考“恬静中会想起的事情”，唤起一种新的相关情感，最后诗人将一切塑入艺术。音樂學者科比（Frank Eugene Kirby）認為，以「表現、個人、主觀、情感、靈感、狂熱」等特性為基礎的藝術，就被稱為浪漫主義。
为了表达这些情感，浪漫主义时期的艺术被期望全部来自于艺术家的想象力，尽可能少地受规定作品应包含哪些内容的“人为”规则的干扰。塞缪尔·泰勒·柯勒律治和其他一些艺术家相信，至少对某一些天才艺术家来说，若无外界干涉，想象力会无意识地通过艺术灵感遵循自然律。除了规则外，其他作品在这一时期也被认为阻碍了作家的想象力的自由发挥，因此獨創性便成为了创作之基。天才，或是说能够从虚无中创造出艺作品的艺术家，是浪漫主义的核心，而改编作品被视为最严重的罪过。这种观念常被称作“浪漫独创性”。

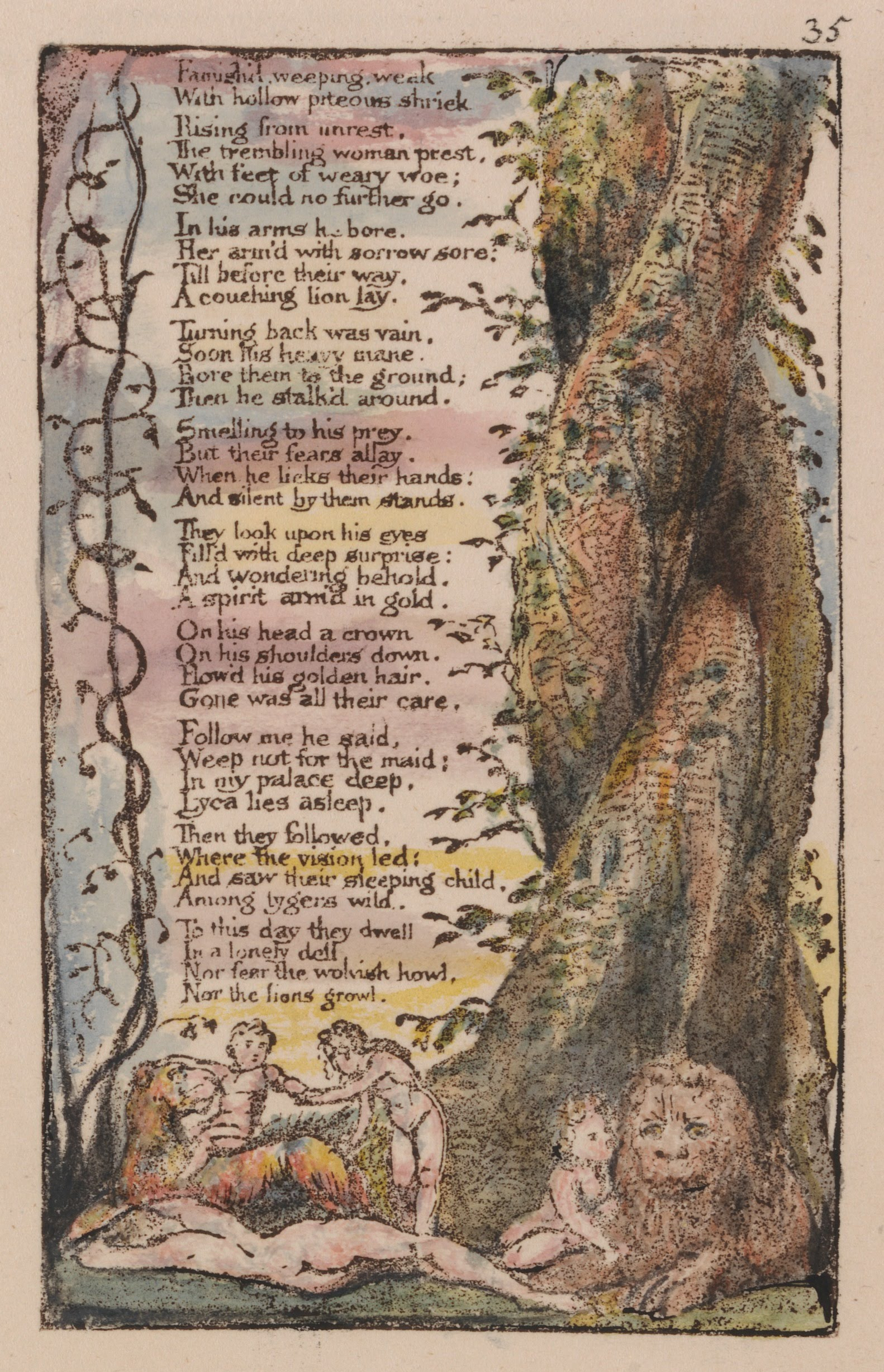
威廉·布莱克1794年所著的《天真与经验之歌》中的一版，“小女孩的寻获”

对浪漫主义而言，自然的重要性并非必不可少，但因其过于常见而已成为一种规范。这尤其体现在艺术家被大自然包围时的心境。与啟蒙時代通常非常社会化的艺术相比，浪漫主义者对人类世界抱持不信任的态度，并倾向于相信与大自然的密切交流对心灵和道德都有好处。浪漫主义艺术家会尝试在作品中向观众讲述其见闻，因此，在文学中，“许多浪漫主义作者会让读者将作者和主人公联系起来”。
許多知識分子和歷史學家將浪漫主義視為是對於啟蒙運動的反彈，是一種對啟蒙時代的反思。啟蒙時代的思想家強調演繹推理的絕對性，而浪漫主義則強調直覺、想像力、和感覺，甚至到了被一些人批評為「非理性主義」的程度。

### 包含时间
在整體上而言，浪漫主義運動是由歐洲在18世紀晚期至19世紀初期出現的許多藝術家、詩人、作家、音樂家、以及政治家、哲學家等各種人物所組成。但至於浪漫主義的詳細特徵和對於浪漫主義的定義，一直到20世紀都仍是思想史和文學史界爭論的題材。美國歷史學家亞瑟·洛夫喬伊在他知名的《觀念史》（1948）一文中便曾試圖證明定義浪漫主義的困難性，一些學者將浪漫主義視為是一直持續到現代的文化運動，一些人認為它是現代性文化的開端，一些人則將它視為是傳統文化對啟蒙運動的反撲，也有一些人將它視為是法國大革命造成的直接影響。另一個定義則來自夏爾·波德萊爾：「浪漫主義既不是隨興的取材、也不是強調完全的精確，而是位於兩者的中間點，隨著感覺而走。」

## 在各領域的流用

### 音樂

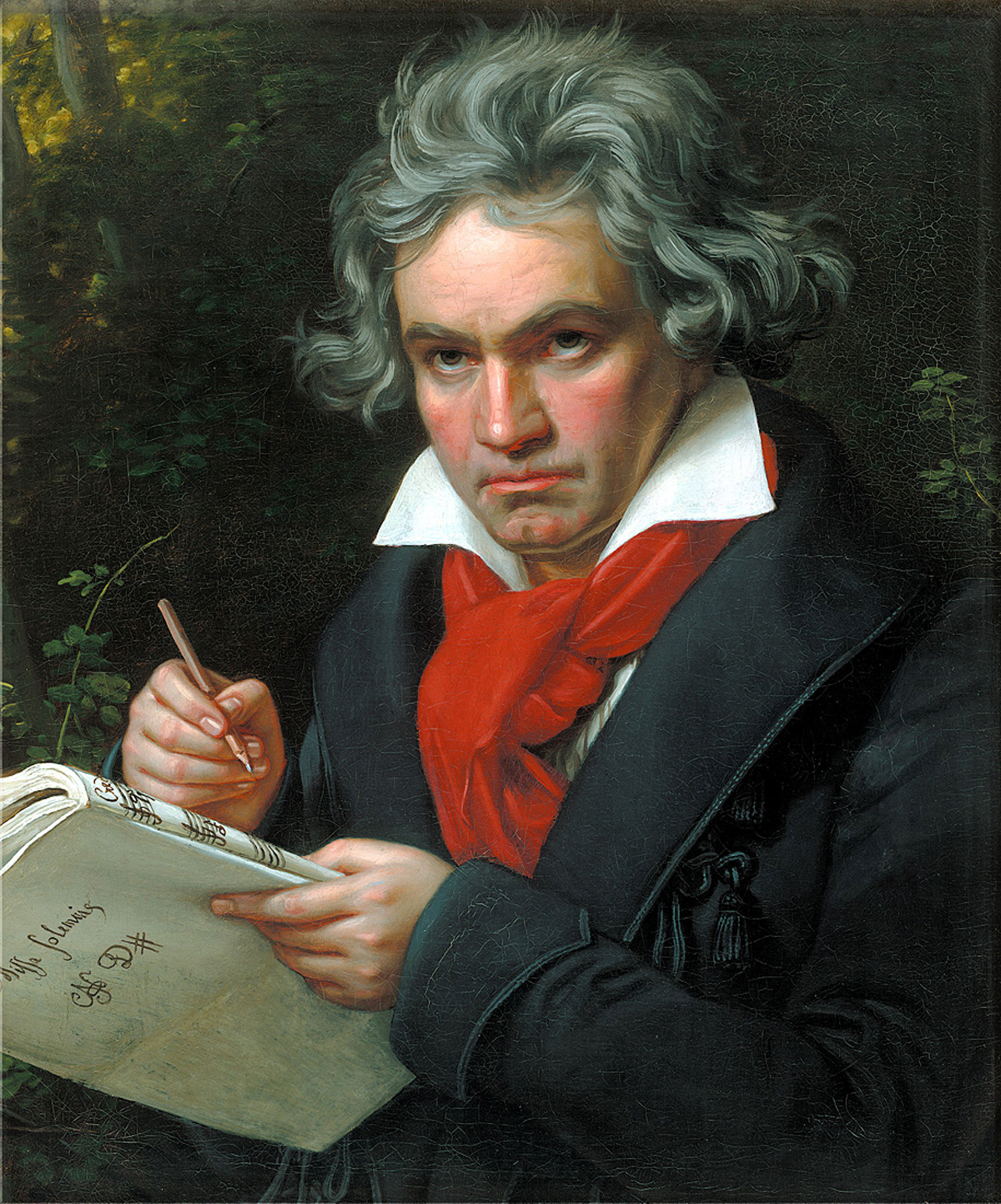
路德維希·凡·貝多芬

在整體上，「浪漫主義」一詞在音樂領域是用以形容一段從大約1820年代至1918年為止的時期。當時的「浪漫」所代表的內涵與現代的定義並不相同，在1810年樂評家E.T.A.霍夫曼將莫札特、海頓、和貝多芬列為三大「浪漫作曲家」，而路易·史伯爾也曾以「好的浪漫風格」來形容貝多芬第五交響曲裡的其中一個段落。嚴格來說莫札特是古典時期的作曲家，而貝多芬則被視為是浪漫主義的開端。到了20世紀初期，由於主流音樂風格的大變，19世紀時期的音樂開始被人冠上「浪漫時期音樂」的稱呼了，後來的音樂史學上也都採取了這種區分法。

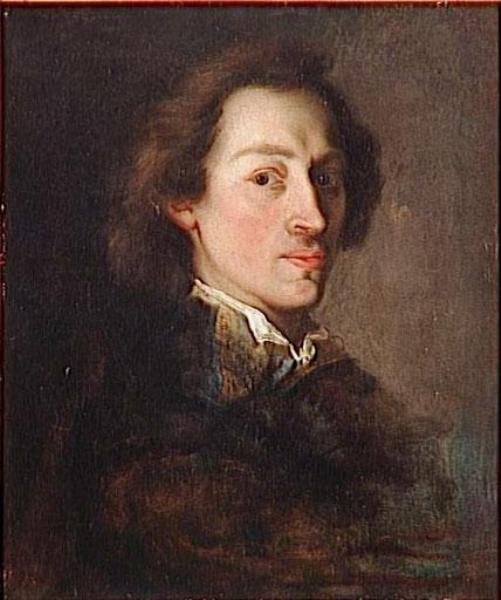
弗雷德里克·蕭邦

現代對於浪漫主義音樂的研究重點包括了構成其音樂的元素—例如大量使用民間音樂，這也直接反映了當時浪漫民族主義的潮流。浪漫主義音樂的一些成分早在18世紀音樂裡便已出現，狂飆突進運動中展現出的強烈精神和情緒成為了歌德小說的先驅，而法國大革命時期也出現了一些帶有血腥而激情風格的歌劇，浪漫主義音樂便是在這時期開始顯現出其獨特的風格。洛倫佐·達·彭特替莫札特撰寫的歌劇劇本，搭配上莫札特譜出的獨特音樂，呈現出了一股帶有個人和自由特質的新音樂風格。浪漫音樂的世代將貝多芬視為是他們理想中的偉大作曲家—他撕碎並重譜了英雄交響曲，以抗議拿破崙皇帝的權威。在貝多芬的費德里奧中，他豎立了「救人質歌劇」這樣的典型歌劇劇本，這也是法國大革命時期一種音樂文化的表現，以讚揚那些在維也納會議年間期盼自由的所有激進文化人士。

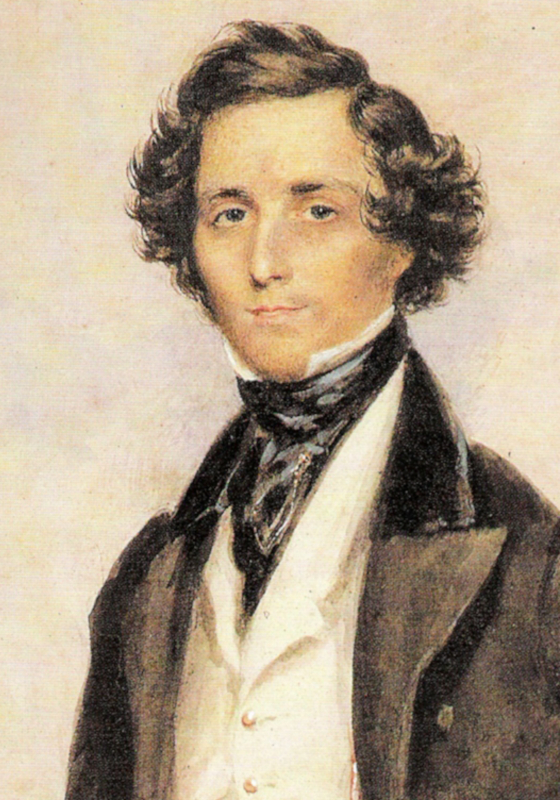
費利克斯·孟德爾頌

在當時的音樂文化中，浪漫音樂走上了開放的大眾路線，主要依靠敏感的中產階級觀眾支持，而非宮廷內部的人士贊助。公共的演出形式也塑造出了一波新的歌劇世代，大量音樂家以獨唱的方式登上舞台，最知名的包括了帕格尼尼和李斯特。
貝多芬對於音調變化的大量使用也激發出了許多新的音樂形式和結構，讓它們成為音樂裡一個全新的發展領域。尤其是後來的鋼琴音樂和弦樂四重奏，都證明了音樂世界裡還有一大片尚未被開發的領域。身兼作家、樂評家、和作曲家的E·T·A·霍夫曼還曾主張樂器音樂可以比歌唱音樂還具有表達潛力，這個概念在當時被認為是不切實際的。霍夫曼自己既是音樂家也是文人，他鼓勵應該以音樂「有系統的」述說一個故事，許多大眾開始對此產生興趣，雖然他仍然遭到一些其他作曲家（如費利克斯·孟德爾頌）的批評。19世紀早期樂器科技的各種新發展—如鋼琴的鐵架、弦樂器的纏弦，都使樂器得以發出更高更廣的音帶、和更多的音色，另外也使演奏者能夠表現出他們個人獨特的技術層面。這樣的科技不但擴展了鋼琴的長度，也引入了更多音樂的結構，並且創造出許多新的音樂類型，例如站立的歌劇序幕演唱、鋼琴的幻想曲、夜曲、和協奏曲，都成為浪漫主義音樂的中心。
在歌劇上，卡爾·馬利亞·馮·韋伯的《魔彈射手》成為一篇根基於民俗文化上、融合了超自然驚悚與緊湊劇情的浪漫主義經典作品，法國的埃克托·白遼士在其早期作品中也呈現出了豐富的音色和音質。身為後來被嘲笑為「未來音樂家」（依據華格納自己的說法）的激進份子，李斯特和華格納作品中都帶有對於自由、靈性、魅力、以及近乎標新立異的個人特質的浪漫崇拜。
從1815年至1848年的這段期間被視為是浪漫主義音樂的全盛時期，貝多芬（1827年去世）和弗朗茨·舒伯特（1828年去世）都在這段期間完成他們最後的作品，另外還包括了舒曼（1856年去世）和蕭邦（1849年去世）。白遼士與華格納則在這時開始他們的創作生涯，年輕的李斯特和費利克斯·孟德爾頌也在這時嶄露頭角。在這段時期之後，隨著蕭邦和帕格尼尼的去世，李斯特退出了演奏舞台，華格納也暫停作曲直到他在巴伐利亞獲得贊助人為止，而白遼士仍在堅持以激進的音樂路線對抗資產階級的自由主義風格。音樂裡的浪漫主義思想至此可以說已經結束了其首要的影響階段，而進入了更為廣泛的浪漫音樂時期了。

### 文學

弗朗西斯科·戈雅作品《1808年5月3日的枪杀》。

在視覺藝術和文學上，「浪漫主義」代表的通常是從18世紀晚期至19世紀的期間。浪漫主義文學裡經常可以發現的特色在於對於過去歷史的批判、強調婦女和兒童、對於自然的尊重。除此之外，一些浪漫文學的作家例如納撒尼爾·霍桑，還將他們的作品根基於超自然/神秘學和人類心理學的基礎上，他們都對此深深著迷。蘇格蘭詩人詹姆斯·麥佛森在1762年出版的詩集獲得了國際性的名聲，大為影響了早期浪漫主義文學的發展，同時也影響了後來的歌德和司各特。
最知名的浪漫主義文學早期作家之一是歌德，他在1774年發表的小說《少年維特的煩惱》描述一名帶有豐富感性和熱烈情感的年輕作家的故事，引發了全歐洲成千上萬青年的崇拜和模仿。當時德國仍然是由大量分離的州所組成，歌德的作品對德國民族主義意識的崛起給了極大的助力。德國重要的浪漫主義早期作家還包括了路德维希·提克、諾瓦利斯。海德堡接著成為了德國浪漫主義文學的中心，許多詩人和作家如都在當地的文學圈裡進行聚會交流。浪漫主義的文學作品通常注重於情感和想像，其他德國浪漫主義文學經常出現的題材還包括了旅行、自然、以及古代的神話。晚期的德國浪漫主義文學則通常帶有較為陰暗的風格、並且還帶有一些歌德小說的成分。

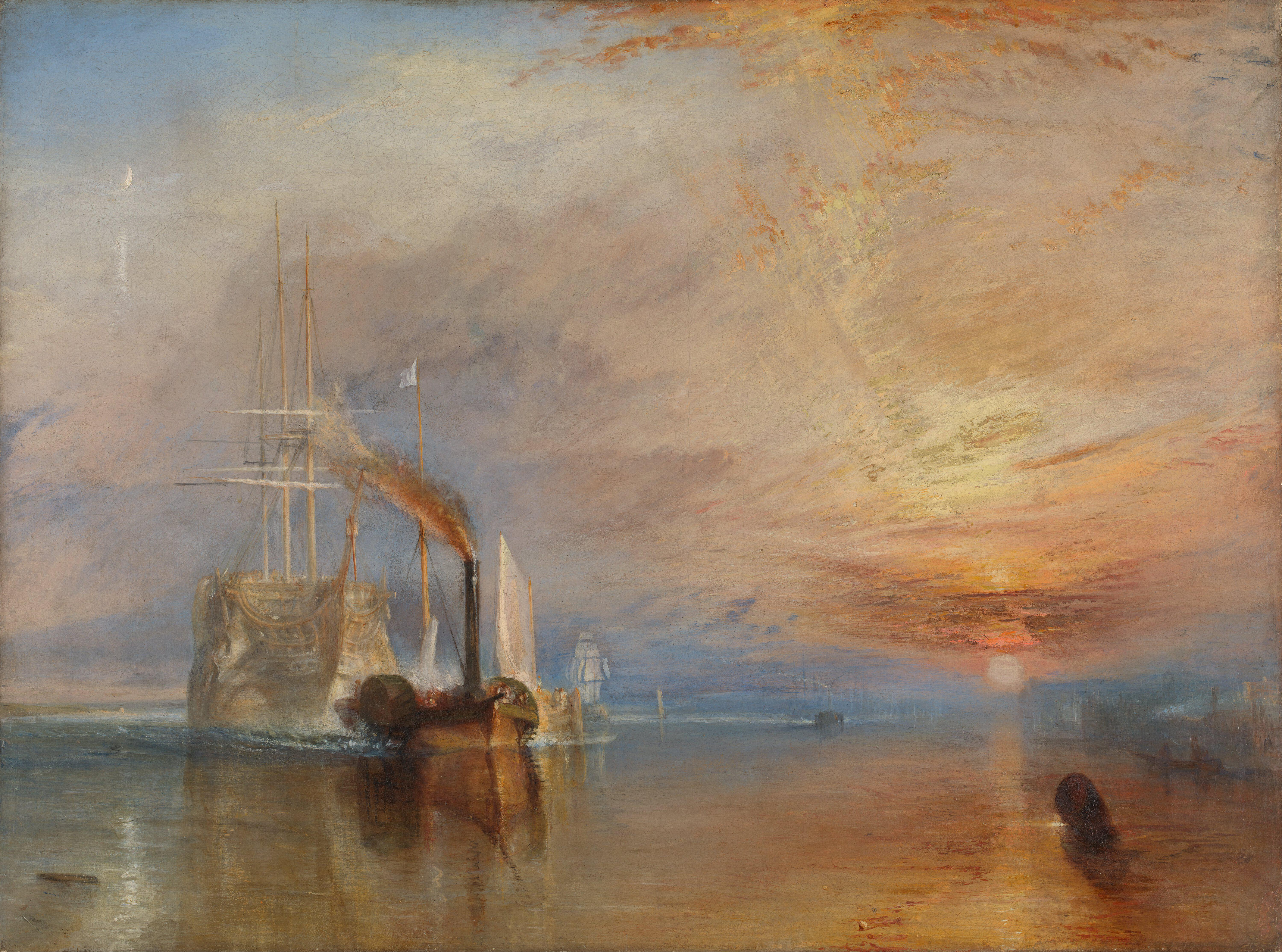
威廉·特纳所繪的《勇莽號戰艦》。

浪漫主義在英國文學裡則在後來發展出了不同的形式，主要是與詩人華茲華斯和柯爾律治類似，他們兩人共同撰寫的《抒情歌謠集》一書企圖拋棄奧古斯丁風格的詩詞風格，改以較為直接的述事方式和來自民間傳統的題材取代之。兩位詩人的作品也與因為法國大革命而產生的烏托邦社會思想有所關係。威廉·布萊克則成為了在英國最強調浪漫感覺的詩人和畫家，他還主張：「我必須要另外建構一套風格，否則便會被其他人的思想所奴役。」布萊克的作品也受到許多中世紀書籍的影響。威廉·特纳、約翰·康斯特勃都被視為是浪漫主義的畫家，而拜倫、雪萊、瑪麗·雪萊、濟慈等人也被視為是浪漫主義在英國的代表人物。歷史學家湯瑪斯·卡萊以及英國的前拉斐爾派則代表了浪漫主義後期轉型為維多利亞時代文化的階段。1865年出生的威廉·巴特勒·葉芝還將他的這個時代稱為是「最後的浪漫主義時期。」

歐仁·德拉克羅瓦所繪的《自由領導人民》。

而在以天主教為主的國家，浪漫主義的發展則沒有像德國和英國那般明顯，而且發展的也都較晚，多是在拿破崙之後才出現，夏多布里昂有時還被稱為「法國浪漫主義之父」。在法國，浪漫主義主要是出現於19世紀，尤其是體現在熱里科和歐仁·德拉克羅瓦的繪畫中，以及維克多·雨果所撰寫的劇本、詩詞、小說中（例如《悲慘世界》《巴黎聖母院》《九三年》《笑面人》《克倫威爾》等），代表積極浪漫主義的作家大仲馬的戲劇（如《安東尼》《亨利三世與他的宮廷》等）以及歷史小說（如《基督山伯爵》，火槍手三部曲等）。以上兩者都受到過夏多布里昂的影響。其後又有雨果的追隨者泰奧菲爾·戈蒂耶所作《浪漫主義回憶》記載法國文藝界的浪漫主義運動歷程。而作曲家埃克托·白遼士也相當重要。
在俄羅斯，亞歷山大·普希金成為了浪漫主義理念的主要倡導人。米哈伊爾·萊蒙托夫則試圖研究並分析出藏在浪漫主義的背後，人們心理中對於社會和自我的不滿，他也被拜倫所影響。詩人費奧多爾·伊萬諾維奇·秋切夫也是浪漫主義運動在俄羅斯發展的重要人物，並且受到德國浪漫主義的強烈影響。
浪漫主義對許多中歐地區人民的民族意識覺醒起了極大作用，讓他們感覺到缺乏自己民族國家的困境，尤其是在波蘭。自從反叛運動被尼古拉一世以軍隊平息之後波蘭就一直喪失了主權地位，而透過浪漫主義詩人和畫家所重新引進的古代神話的、傳統、以及習俗，這些地區的人民開始得以將他們自己的文化從支配國的文化中獨立出來。愛國主義、民族主義、革命以及武裝的獨立叛變都成為這個時期相當普遍的現象。亞當·密茨凱維奇是這個時期最為突出的浪漫主義詩人之一，他浪漫的將波蘭描述為世界各國的救世主，就好像耶穌基督拯救了全人類一般。
在美國，哥德式浪漫主義最早在華盛頓·歐文的《沉睡谷传奇》 （1819）等小說中浮現，強調簡單的英雄形象塑造，並且以強烈的背景將那些帶有異國色彩的邊疆人民描繪為「高貴的野蠻人」，這也與讓-雅克·盧梭的哲學思想類似，歐文的散文和遊記中也帶有浪漫印象的成分。愛倫·坡小說中的驚悚風格和他的民謠詩歌在法國發揮的影響力還要高過在美國，而真正將浪漫主義小說風格發展成熟的美國作家，則是納撒尼爾·霍桑的作品。後來超驗主義作家，例如亨利·戴維·梭羅和拉爾夫·沃爾多·愛默生也都還保有一些來自浪漫主義的影響，包括浪漫現實主義的沃爾特·惠特曼也是。但到了1880年代，心理學上和社會上的現實主義開始與浪漫主義相競爭，美國作家所寫出的詩歌一直都保有浪漫主義的風格。迪更生所寫的詩以及赫爾曼·梅爾維爾所著的小說《白鯨記》是美國浪漫文學的代表、也是浪漫主義運動的變革。如同其他地方（英國、德國、法國），美國的文學浪漫主義也帶來了視覺藝術上的浪漫主義運動，尤其常以未經開墾的地帶如哈德遜河為描繪的題材。

### 民族主義
浪漫主義最為人所知的影響之一是它帶來的民族主義思潮，民族主義成為了浪漫藝術和政治哲學的一個中心題材。從早期開始，浪漫主義就注重於國家語言和民俗的發展，強調地方的傳統和習俗，直到後來重塑歐洲國家版圖並且掀起了民族自決風潮，民族主義一直是浪漫主義的主要題材，也成為其扮演的主要角色、表達方式、和內涵。

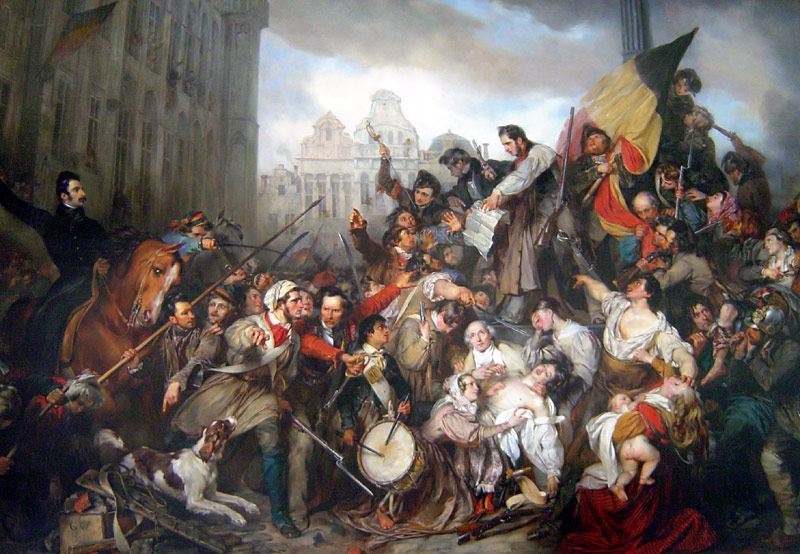
比利時畫家Egide Charles Gustave Wappers所繪的《比利時1830年革命》，以浪漫的角度繪成。

早期的浪漫民族主義受到讓-雅克·盧梭的強烈影響，以及德國的約翰·戈特弗里德·赫爾德在1784年主張地理因素形成了一個人的自然經濟情況，同時也形成了他們的傳統和社會。
不過，在法國大革命以及拿破崙的崛起後，民族主義的本質隨之快速轉變。拿破崙的民族主義和共和主義在剛開始時激發了其他國家的類似運動，民族自決以及一個民族的統一意識被視為是法國得以在戰役中擊敗其他各國的主要因素。然而在法蘭西共和國轉變為拿破崙的帝國後，拿破崙迅速被其他國家的民族主義運動所拋棄，並且成為他們對抗的目標。而在普魯士，浪漫主義的發展被康德的學生費希特視為是一種對抗拿破崙的文化運動。德語中的Volkstum（民族）一詞也是在這時產生，象徵了對拿破崙侵略的對抗。
民族主義的思想也激發了對於民俗文化的收集，例如格林兄弟等人，將古老的史詩復興為國家的文化傳統，或者是形塑起新的史詩，例如《卡勒瓦拉》，替民族豎立起了古代的文化。而那些記載了古老幻想神話的文獻，除非是與其他族群的故事重疊，都沒有被浪漫民族主義者所排斥，反而是切好襯托了他們的理論，用這些神話證明人們最初的原始狀態。舉例而言，格林兄弟便排除了許多被他們認為類似法國作家夏尔·佩罗所收集的故事，因為他們認為那些故事不是真的德國故事；不過他們留下了《睡美人》的故事，因為他們認為故事中沉睡公主的身分真的是德國人。

### 有時被與之相連的題材
- 超現實主義
- 象徵主義
- 波希米亞主義
- 民族主義
- 表現主義

### 有時被與之相對的題材
- 古典主義
- 學院藝術
- 功利主義
- 現實主義
- 理性主義
- 啟蒙運動
- 實證主義

### 有關的運動
注意：其中有些運動（例如前拉斐爾派）並不接受更整體的浪漫主義運動。
- 前拉斐爾派
- 狂飆突進運動
- 泛希臘風格
- 哈尔科夫浪漫派

## 外部連結
- Romantic Circles （页面存档备份，存于） 與浪漫主義時期有關的資料
- 浪漫主義詩歌
- Dictionary of the History of Ideas （页面存档备份，存于） 浪漫主義簡介
- Dictionary of the History of Ideas （页面存档备份，存于） 浪漫主義的政治思潮
- 浪漫主義的藝術歷史 （页面存档备份，存于）
- 藝術歷史檔案 （页面存档备份，存于）